# チャールストン郡 (サウスカロライナ州)
チャールストン郡 (英: Charleston County) は、アメリカ合衆国サウスカロライナ州に位置する郡である。人口は40万8235人（2020年）である。郡庁所在地はチャールストンである。

## 地理
アメリカ合衆国統計局によると、この郡は総面積3,517 km2 (1,358 mi2) である。このうち2,379 km2 (919 mi2) が陸地で1,139 km2 (440 mi2) が水地域である。総面積の32.37%が水地域となっている。

### 隣接する郡
- バークレー郡 (北)
- ジョージタウン郡 (北東)
- コレトン郡 (西)
- ドーチェスター郡 (北西)

## 人口動勢

2000年国勢調査に基づくチャールストン郡の人口ピラミッド

2000年国勢調査で、この郡は人口309,969人、123,326世帯、及び77,448家族が暮らしている。人口密度は130/km2 (338/mi2) である。59/km2 (154/mi2) の平均的な密度に141,031軒の住宅が建っている。この郡の人種的な構成は白人61.92%、アフリカン・アメリカン34.49%、先住民0.26%、アジア1.12%、太平洋諸島系0.06%、その他の人種0.99%、及び混血1.16%である。ここの人口の2.40%はヒスパニックまたはラテン系である。
この郡内の住民は23.70%が18歳未満の未成年、18歳以上24歳以下が12.00%、25歳以上44歳以下が30.30%、45歳以上64歳以下が22.00%、及び65歳以上が11.90%にわたっている。中央値年齢は34歳である。女性100人ごとに対して男性は93.50人である。18歳以上の女性100人ごとに対して男性は90.50人である。
この郡内の世帯ごとの平均的な収入は37,810米ドルであり、家族ごとの平均的な収入は47,139米ドルである。男性は32,681米ドルに対して女性は25,530米ドルの平均的な収入がある。この郡の一人当たりの収入 (per capita income) は21,393米ドルである。人口の16.40%及び家族の12.40%は貧困線以下である。全人口のうち18歳未満の22.90%及び65歳以上の12.70%は貧困線以下の生活を送っている。

## 都市及び町
- チャールストン（郡庁所在地）
- ノースチャールストン
- アイルオブパームズ
- ラドソン
- サリバンズアイランド
- ハリウッド (Hollywood)
- ジェームズアイランド (James Island)
- リンカーンビル (Lincolnville)
- ロックビル (Rockville)
- Seabrook Island
- Awendaw
- Folly Beach
- Kiawah Island
- McClellanville
- Meggett
- Mount Pleasant
- Ravenel